# Skilanglauf-Alpencup 2020/21
Der Skilanglauf-Alpencup 2020/21 war eine von der FIS organisierte Wettkampfserie, die zum Unterbau des Skilanglauf-Weltcups 2020/21 gehört. Sie begann am 5. Dezember 2020 in Ulrichen und endete am 14. März 2021 in Pokljuka. Insgesamt wurden 11 Rennen an vier Orten ausgetragen. Die Gesamtwertung der Männer gewann der Franzose Arnaud Chautemps. Bei den Frauen wurde Lisa Lohmann Erste in der Gesamtwertung.

## Männer

### Resultate
| 1. Alpencup in Ulrichen, 5. und 6. Dezember 2020 | 1. Alpencup in Ulrichen, 5. und 6. Dezember 2020 | 1. Alpencup in Ulrichen, 5. und 6. Dezember 2020 | 1. Alpencup in Ulrichen, 5. und 6. Dezember 2020 | 1. Alpencup in Ulrichen, 5. und 6. Dezember 2020 |
| ------------------------------------------------ | ------------------------------------------------ | ------------------------------------------------ | ------------------------------------------------ | ------------------------------------------------ |
| Datum                                            | Disziplin                                        | Erster Platz                                     | Zweiter Platz                                    | Dritter Platz                                    |
| 5. Dezember 2020                                 | Sprint Freistil                                  | Artjom Malzew                                    | Alexander Terentjew                              | Janik Riebli                                     |
| 6. Dezember 2020                                 | 15 km Freistil                                   | Artjom Malzew                                    | Denis Spizow                                     | Mika Vermeulen                                   |

| 2. Alpencup in Formazza, 18. bis 20. Dezember 2020 | 2. Alpencup in Formazza, 18. bis 20. Dezember 2020 | 2. Alpencup in Formazza, 18. bis 20. Dezember 2020 | 2. Alpencup in Formazza, 18. bis 20. Dezember 2020 | 2. Alpencup in Formazza, 18. bis 20. Dezember 2020 |
| -------------------------------------------------- | -------------------------------------------------- | -------------------------------------------------- | -------------------------------------------------- | -------------------------------------------------- |
| Datum                                              | Disziplin                                          | Erster Platz                                       | Zweiter Platz                                      | Dritter Platz                                      |
| 18. Dezember 2020                                  | Sprint klassisch                                   | Wettbewerb abgesagt                                | Wettbewerb abgesagt                                | Wettbewerb abgesagt                                |
| 19. Dezember 2020                                  | 15 km klassisch                                    | Imanol Rojo                                        | Irineu Esteve Altimiras                            | Ueli Schnider                                      |
| 20. Dezember 2020                                  | 20 km Freistil Massenstart                         | Adrien Backscheider                                | Mirco Bertolina                                    | Irineu Esteve Altimiras                            |

| 3. Alpencup in Oberwiesenthal, 20. und 21. Februar 2021 | 3. Alpencup in Oberwiesenthal, 20. und 21. Februar 2021 | 3. Alpencup in Oberwiesenthal, 20. und 21. Februar 2021 | 3. Alpencup in Oberwiesenthal, 20. und 21. Februar 2021 | 3. Alpencup in Oberwiesenthal, 20. und 21. Februar 2021 |
| ------------------------------------------------------- | ------------------------------------------------------- | ------------------------------------------------------- | ------------------------------------------------------- | ------------------------------------------------------- |
| Datum                                                   | Disziplin                                               | Erster Platz                                            | Zweiter Platz                                           | Dritter Platz                                           |
| 20. Februar 2021                                        | Sprint Freistil                                         | Wettbewerb abgesagt                                     | Wettbewerb abgesagt                                     | Wettbewerb abgesagt                                     |
| 21. Februar 2021                                        | 20 km Freistil                                          | Wettbewerb abgesagt                                     | Wettbewerb abgesagt                                     | Wettbewerb abgesagt                                     |

| 4. Alpencup in Prémanon, 6. und 7. März 2021 | 4. Alpencup in Prémanon, 6. und 7. März 2021 | 4. Alpencup in Prémanon, 6. und 7. März 2021 | 4. Alpencup in Prémanon, 6. und 7. März 2021 | 4. Alpencup in Prémanon, 6. und 7. März 2021 |
| -------------------------------------------- | -------------------------------------------- | -------------------------------------------- | -------------------------------------------- | -------------------------------------------- |
| Datum                                        | Disziplin                                    | Erster Platz                                 | Zweiter Platz                                | Dritter Platz                                |
| 6. März 2021                                 | 15 km Freistil                               | Gerard Agnellet                              | Renaud Jay                                   | Cedrik Steiner                               |
| 7. März 2021                                 | 15 km klassisch Verfolgung                   | Cedrik Steiner                               | Gerard Agnellet                              | Martin Collet                                |

| 5. Alpencup in Pokljuka, 12. bis 14. März 2021 | 5. Alpencup in Pokljuka, 12. bis 14. März 2021 | 5. Alpencup in Pokljuka, 12. bis 14. März 2021 | 5. Alpencup in Pokljuka, 12. bis 14. März 2021 | 5. Alpencup in Pokljuka, 12. bis 14. März 2021 |
| ---------------------------------------------- | ---------------------------------------------- | ---------------------------------------------- | ---------------------------------------------- | ---------------------------------------------- |
| Datum                                          | Disziplin                                      | Erster Platz                                   | Zweiter Platz                                  | Dritter Platz                                  |
| 12. März 2021                                  | Sprint Freistil                                | Lucas Chanavat                                 | Renaud Jay                                     | Arnaud Chautemps                               |
| 13. März 2021                                  | 15 km klassisch                                | Andreas Katz                                   | Friedrich Moch                                 | Arnaud Chautemps                               |
| 14. März 2021                                  | 15 km Freistil Verfolgung                      | Friedrich Moch                                 | Arnaud Chautemps                               | Andreas Katz                                   |

### Gesamtwertung Männer
| Rang | Name                    | Punkte |
| ---- | ----------------------- | ------ |
| 1.   | Arnaud Chautemps        | 290    |
| 2.   | Renaud Jay              | 263    |
| 3.   | Friedrich Moch          | 257    |
| 4.   | Cedric Steiner          | 252    |
| 5.   | Gerard Agnellet         | 243    |
| 6.   | Martin Collet           | 224    |
| 7.   | Irineu Esteve Altimiras | 220    |
| 8.   | Andreas Katz            | 199    |
| 9.   | Ueli Schnider           | 191    |
| 10.  | Dajan Danuser           | 179    |
| 11.  | Lucas Chanavat          | 162    |
| 12.  | Théo Schely             | 161    |
| 13.  | Janik Riebli            | 150    |
| 13.  | Adrien Backscheider     | 150    |

| Rang | Name            | Punkte |
| ---- | --------------- | ------ |
| 15.  | Cyril Fähndrich | 148    |
| 16.  | Imanol Rojo     | 136    |
| 17.  | Erwan Käser     | 134    |
| 18.  | Anian Sossau    | 116    |
| 18.  | Davide Graz     | 116    |
| 18.  | Mika Vermeulen  | 116    |
| 21.  | Sabin Coupat    | 113    |
| 22.  | Beda Klee       | 110    |
| 23.  | Tom Mancini     | 105    |
| 24.  | Mirco Bertolina | 102    |
| 25.  | Luca Del Fabbro | 99     |
| 26.  | Livio Bieler    | 98     |
| 26.  | Marius Danuser  | 97     |
| 28.  | Ivan Mariani    | 88     |

| Rang | Name              | Punkte |
| ---- | ----------------- | ------ |
| 29.  | Stefano Gardener  | 86     |
| 30.  | Martin Coradazzi  | 82     |
| 30.  | Jakob Walther     | 82     |
| 32.  | Michael Hellweger | 81     |
| 33.  | Valerio Grond     | 74     |
| 34.  | Camille Laude     | 70     |
| 35.  | Jason Rüesch      | 69     |
| 36.  | Simone Dapra      | 67     |
| 37.  | Philipp Leodolter | 66     |
| 38.  | Dario Cologna     | 62     |
| 39.  | Paolo Ventura     | 61     |
| 39.  | Valentin Mättig   | 61     |

| Endstand (Top 10) |                        |        |
| \| Rang \| Name \| Punkte \| \| ---- \| ---------------------- \| ------ \| \| 01 \| Elia Barp \| 561 \| \| 02 \| Nicolo Cusini \| 390 \| \| 03 \| Antonin Savary \| 367 \| \| 04 \| Gaspard Rousset \| 365 \| \| 05 \| Alessandro Chiocchetti \| 342 \| \| 06 \| Nicola Wigger \| 336 \| \| 07 \| Julien Arnaud \| 332 \| \| 08 \| Antoine Hericher \| 293 \| \| 09 \| Luca Sclisizzo \| 272 \| \| 10 \| Cla-Ursin Nufer \| 264 \| |                        |        |
| Rang | Name                   | Punkte |
| 01 | Elia Barp              | 561    |
| 02 | Nicolo Cusini          | 390    |
| 03 | Antonin Savary         | 367    |
| 04 | Gaspard Rousset        | 365    |
| 05 | Alessandro Chiocchetti | 342    |
| 06 | Nicola Wigger          | 336    |
| 07 | Julien Arnaud          | 332    |
| 08 | Antoine Hericher       | 293    |
| 09 | Luca Sclisizzo         | 272    |
| 10 | Cla-Ursin Nufer        | 264    |

## Frauen

### Resultate
| 1. Alpencup in Ulrichen, 5. und 6. Dezember 2020 | 1. Alpencup in Ulrichen, 5. und 6. Dezember 2020 | 1. Alpencup in Ulrichen, 5. und 6. Dezember 2020 | 1. Alpencup in Ulrichen, 5. und 6. Dezember 2020 | 1. Alpencup in Ulrichen, 5. und 6. Dezember 2020 |
| ------------------------------------------------ | ------------------------------------------------ | ------------------------------------------------ | ------------------------------------------------ | ------------------------------------------------ |
| Datum                                            | Disziplin                                        | Erster Platz                                     | Zweiter Platz                                    | Dritter Platz                                    |
| 5. Dezember 2020                                 | Sprint Freistil                                  | Nadine Fähndrich                                 | Antonia Fräbel                                   | Alissa Schambalowa                               |
| 6. Dezember 2020                                 | 10 km Freistil                                   | Francesca Franchi                                | Anna Netschajewskaja                             | Antonia Fräbel                                   |

| 2. Alpencup in Formazza, 18. bis 20. Dezember 2020 | 2. Alpencup in Formazza, 18. bis 20. Dezember 2020 | 2. Alpencup in Formazza, 18. bis 20. Dezember 2020 | 2. Alpencup in Formazza, 18. bis 20. Dezember 2020 | 2. Alpencup in Formazza, 18. bis 20. Dezember 2020 |
| -------------------------------------------------- | -------------------------------------------------- | -------------------------------------------------- | -------------------------------------------------- | -------------------------------------------------- |
| Datum                                              | Disziplin                                          | Erster Platz                                       | Zweiter Platz                                      | Dritter Platz                                      |
| 18. Dezember 2020                                  | Sprint klassisch                                   | Wettbewerb abgesagt                                | Wettbewerb abgesagt                                | Wettbewerb abgesagt                                |
| 19. Dezember 2020                                  | 10 km klassisch                                    | Anna Comarella                                     | Martina Di Centa                                   | Sara Pellegrini                                    |
| 20. Dezember 2020                                  | 15 km Freistil Massenstart                         | Ilaria Debertolis                                  | Ilenia Defrancesco                                 | Anna Comarella                                     |

| 3. Alpencup in Oberwiesenthal, 20. und 21. Februar 2021 | 3. Alpencup in Oberwiesenthal, 20. und 21. Februar 2021 | 3. Alpencup in Oberwiesenthal, 20. und 21. Februar 2021 | 3. Alpencup in Oberwiesenthal, 20. und 21. Februar 2021 | 3. Alpencup in Oberwiesenthal, 20. und 21. Februar 2021 |
| ------------------------------------------------------- | ------------------------------------------------------- | ------------------------------------------------------- | ------------------------------------------------------- | ------------------------------------------------------- |
| Datum                                                   | Disziplin                                               | Erster Platz                                            | Zweiter Platz                                           | Dritter Platz                                           |
| 20. Februar 2021                                        | Sprint Freistil                                         | Wettbewerb abgesagt                                     | Wettbewerb abgesagt                                     | Wettbewerb abgesagt                                     |
| 21. Februar 2021                                        | 15 km Freistil                                          | Wettbewerb abgesagt                                     | Wettbewerb abgesagt                                     | Wettbewerb abgesagt                                     |

| 4. Alpencup in Prémanon, 6. und 7. März 2021 | 4. Alpencup in Prémanon, 6. und 7. März 2021 | 4. Alpencup in Prémanon, 6. und 7. März 2021 | 4. Alpencup in Prémanon, 6. und 7. März 2021 | 4. Alpencup in Prémanon, 6. und 7. März 2021 |
| -------------------------------------------- | -------------------------------------------- | -------------------------------------------- | -------------------------------------------- | -------------------------------------------- |
| Datum                                        | Disziplin                                    | Erster Platz                                 | Zweiter Platz                                | Dritter Platz                                |
| 6. März 2021                                 | 10 km Freistil                               | Coralie Bentz                                | Lisa Lohmann                                 | Kim Hager                                    |
| 7. März 2021                                 | 10 km klassisch Verfolgung                   | Coralie Bentz                                | Lisa Lohmann                                 | Julia Preussger                              |

| 5. Alpencup in Pokljuka, 12. bis 14. März 2021 | 5. Alpencup in Pokljuka, 12. bis 14. März 2021 | 5. Alpencup in Pokljuka, 12. bis 14. März 2021 | 5. Alpencup in Pokljuka, 12. bis 14. März 2021 | 5. Alpencup in Pokljuka, 12. bis 14. März 2021 |
| ---------------------------------------------- | ---------------------------------------------- | ---------------------------------------------- | ---------------------------------------------- | ---------------------------------------------- |
| Datum                                          | Disziplin                                      | Erster Platz                                   | Zweiter Platz                                  | Dritter Platz                                  |
| 12. März 2021                                  | Sprint Freistil                                | Coletta Rydzek                                 | Enora Latuillière                              | Alina Meier                                    |
| 13. März 2021                                  | 10 km klassisch                                | Katherine Sauerbrey                            | Lisa Lohmann                                   | Coletta Rydzek                                 |
| 14. März 2021                                  | 10 km Freistil Verfolgung                      | Lisa Lohmann                                   | Katherine Sauerbrey                            | Lydia Hiernickel                               |

### Gesamtwertung Frauen
| Rang | Name                | Punkte |
| ---- | ------------------- | ------ |
| 1.   | Lisa Lohmann        | 519    |
| 2.   | Désirée Steiner     | 248    |
| 3.   | Coletta Rydzek      | 229    |
| 3.   | Lydia Hiernickel    | 229    |
| 5.   | Amelie Hofmann      | 217    |
| 6.   | Katherine Sauerbrey | 205    |
| 7.   | Martina Di Centa    | 201    |
| 8.   | Coralie Bentz       | 200    |
| 9.   | Enora Latuillière   | 192    |
| 10.  | Julia Preussger     | 184    |
| 11.  | Nadine Herrmann     | 183    |
| 12.  | Lea Fischer         | 172    |
| 13.  | Kim Hager           | 167    |
| 14.  | Nadine Fähndrich    | 160    |

| Rang | Name               | Punkte |
| ---- | ------------------ | ------ |
| 14.  | Anna Comarella     | 160    |
| 14.  | Antonia Fräbel     | 160    |
| 17.  | Ilenia Defrancesco | 159    |
| 18.  | Caterina Ganz      | 150    |
| 19.  | Mélissa Gal        | 145    |
| 20.  | Anja Mandeljc      | 144    |
| 21.  | Barbara Walchhofer | 143    |
| 22.  | Francesca Franchi  | 136    |
| 23.  | Carola Vila Obiols | 124    |
| 24.  | Emilie Bulle       | 121    |
| 25.  | Alina Meier        | 117    |
| 26.  | Alexandra Danner   | 106    |
| 27.  | Ilaria Debertolis  | 100    |
| 27.  | Sara Pellegrini    | 100    |

| Rang | Name               | Punkte |
| ---- | ------------------ | ------ |
| 29.  | Giuliana Werro     | 95     |
| 30.  | Cristina Pittin    | 90     |
| 30.  | Lena Keck          | 90     |
| 32.  | Stefania Corradini | 88     |
| 33.  | Sandra Schützová   | 86     |
| 34.  | Lena Quintin       | 79     |
| 34.  | Anja Lozza         | 79     |
| 36.  | Martina Bellini    | 78     |
| 37.  | Anne Winkler       | 68     |
| 37.  | Flora Dolci        | 68     |
| 39.  | Anita Klemenčič    | 62     |
| 40.  | Jessica Löschke    | 58     |

| Endstand (Top 10) |                     |        |
| \| Rang \| Name \| Punkte \| \| ---- \| ------------------- \| ------ \| \| 01 \| Anja Weber \| 800 \| \| 02 \| Nadja Kälin \| 578 \| \| 03 \| Helen Hoffmann \| 342 \| \| 04 \| Witta-Luisa Walcher \| 274 \| \| 05 \| Hana Mazi Jamnik \| 260 \| \| 06 \| Julie Pierrel \| 256 \| \| 07 \| Marina Kälin \| 251 \| \| 08 \| Veronica Silvestri \| 229 \| \| 09 \| Lucia Isonni \| 193 \| \| 10 \| Sara Jazbec \| 174 \| |                     |        |
| Rang | Name                | Punkte |
| 01 | Anja Weber          | 800    |
| 02 | Nadja Kälin         | 578    |
| 03 | Helen Hoffmann      | 342    |
| 04 | Witta-Luisa Walcher | 274    |
| 05 | Hana Mazi Jamnik    | 260    |
| 06 | Julie Pierrel       | 256    |
| 07 | Marina Kälin        | 251    |
| 08 | Veronica Silvestri  | 229    |
| 09 | Lucia Isonni        | 193    |
| 10 | Sara Jazbec         | 174    |